# Pub rock
Pub rock byl rockový hudební žánr, inspirovaný garage rockem, který se vyvinul v polovině 70. let ve Velké Británii. Pub rock byla negativní reakce na až příliš složitý a přepracovaný progresivní rock a na až příliš expresivní a mainstreamovo-komerčně orientovaný glam rock, čímž se lišily od punk rockových kapel, které se glam-rockem inspirovaly. Pubrockoví hudebníci neuznávali vystupování na velkých prostorech a podporovali návrat živé hudby do malých hospod a klubů v jeho počátečních letech. Pub rock byl katalyzátorem pro britskou punk rockovou scénu. Pub-rockové skladby jsou založené na jednoduchých rockandrollových rytmických figurách a rychlých bluesových kytarových sólech.

## Pub rock v Česku
V České republice se výrazy „pub rock“ či „hospodský rock“ obecně označují rockové kapely, které ve své tvorbě opakovaně využívají témat, která se týkají hospod a konzumace alkoholu (např. Alkehol, Lahvátor, Zvlášňý škola, Promile, atd.). Nejznámější českou skupinou hrající pub rock jsou Tři sestry.

## Představitelé
- Brinsley Schwarz
- Elvis Costero
- Dr. Feelgood
- Eddie & the Hot Rods
- Graham Parker & Rumor
- Ian Dury & the Blockheads
- Kilburn & The High Roads
- Joe Strummer & The 101’ers
- Kursaal Flyers
- Ducks Deluxe
- The Inmates
- Nick Lowe
- Eggs over Easy